# Округ Атлантик (Њу Џерзи)
Атлантик (енгл. Atlantic County) је округ у америчкој савезној држави Њу Џерзи.

## Демографија
По попису из 2010. године број становника је 274.549, што је 21.997 (8,7%) становника више него 2000. године.
| Група             | 2000.           | 2010.           |
| Белци             | 161.486 (63,9%) | 160.871 (58,6%) |
| Афроамериканци    | 44.534 (17,6%)  | 44.138 (16,1%)  |
| Азијати           | 12.771 (5,1%)   | 20.595 (7,5%)   |
| Хиспаноамериканци | 30.729 (12,2%)  | 46.241 (16,8%)  |
| Укупно            | 252.552         | 274.549         |